# Chevrolet 400

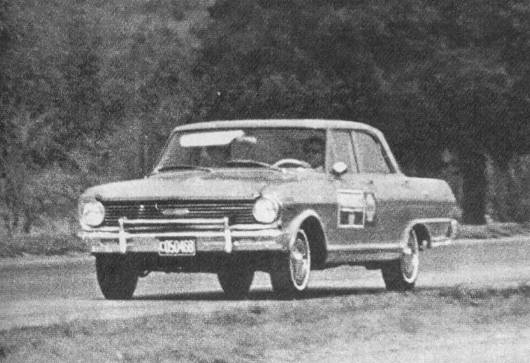
Chevrolet 400 в гонках на трассе Буэнос-Айрес

Chevrolet 400 — компактный автомобиль, выпускавшийся с 1962 по 1974 год подразделением General Motors de Argentina. Основными конкурентами являлись Ford Falcon и Plymouth Valiant II.
Chevrolet 400 был основан на Chevy II. В Аргентине Chevrolet 400 производился только в кузове четырёхдверный седан, в то время как американские версии включали полную линейку кузовов: хардтоп, кабриолет, двухдверный седан и универсал.

## История

### Начало
В 1960-х годах в автомобильной промышленности произошла революция с появлением компактного автомобиля. В Аргентине произошли радикальные изменения в структурах крупных заводов, и концерн Chrysler начал выпускать модель «Valiant II», в то время как концерн Ford выпускал модель «Falcon».
Корпорация General Motors начала выпускать модель Chevy II, которая продавалась в Аргентине под названием «Chevrolet 400». Первая версия Chevrolet 400 имела круглые фары на радиаторной решётке и оснащалась шестицилиндровым двигателем Chevrolet объёмом 194 кубических дюйма (3179 см3).

### Chevrolet 400

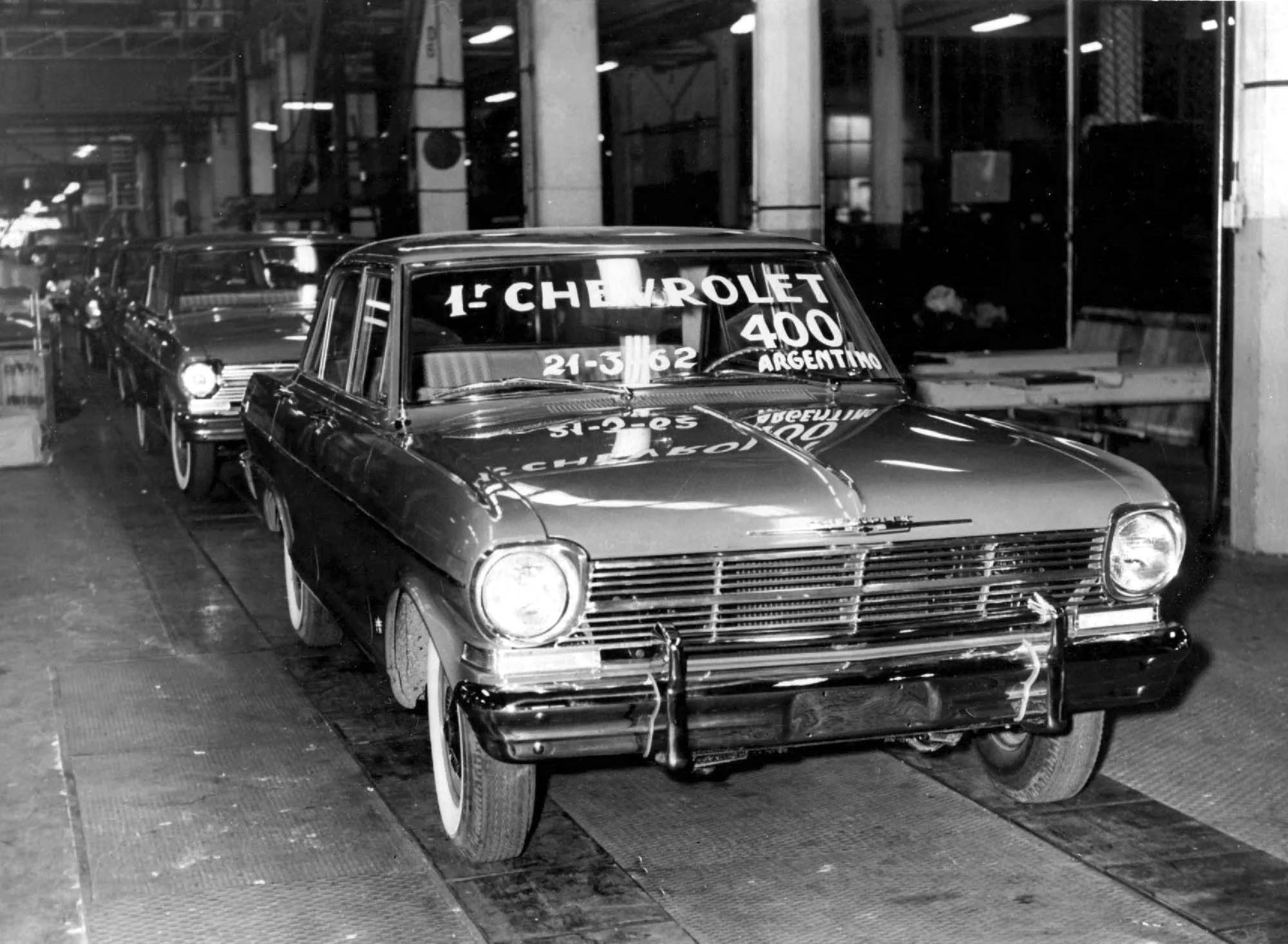
Chevrolet 400 на конвейере GM Argentina

Первый Chevrolet 400 был выпущен 21 марта 1962 года. Он оснащён шестицилиндровым двигателем Chevrolet объёмом 194 кубических дюйма (3179 см3). Комплектации: «Special» и «Base». Двигатель Chevrolet 400 в комплектации Base оснащался однокамерным карбюратором Rochester BC, в то время как двигатель той же модели в комплектации Special оснащался карбюратором Holley. Оба двигателя развивали мощность 106 л. с. Коробка передач — трёхступенчатая механическая.

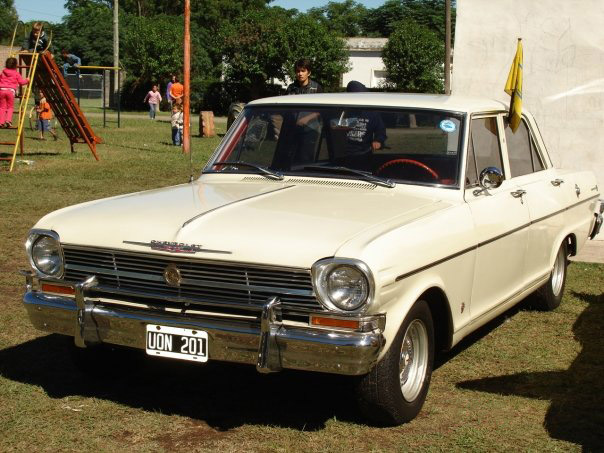
1962 Chevrolet 400

В 1964 году корпорация GM выпустила Chevrolet 400 в комплектации «Super» с обновлённой радиаторной решёткой. Автомобиль оснащался рядным шестицилиндровым двигателем объёмом 230 кубических дюймов (3769 см3), развивающим мощность 127 л. с. и оснащённым карбюратором Holley R2751. Коробка передач — трёхступенчатая механическая. 
В 1967 году корпорация GM выпустила Chevrolet 400 в комплектации «Super Sport» с двигателем объёмом 250 кубических дюймов и четырёхступенчатой автоматической трансмиссией ZF с триггерным переключателем. Двигатель развивал мощность 155 л. с. и оснащался двухкамерным карбюратором Holley RX 7214-A. Передняя светотехника состоит из четырёх круглых фар. 

### Снятие с производства

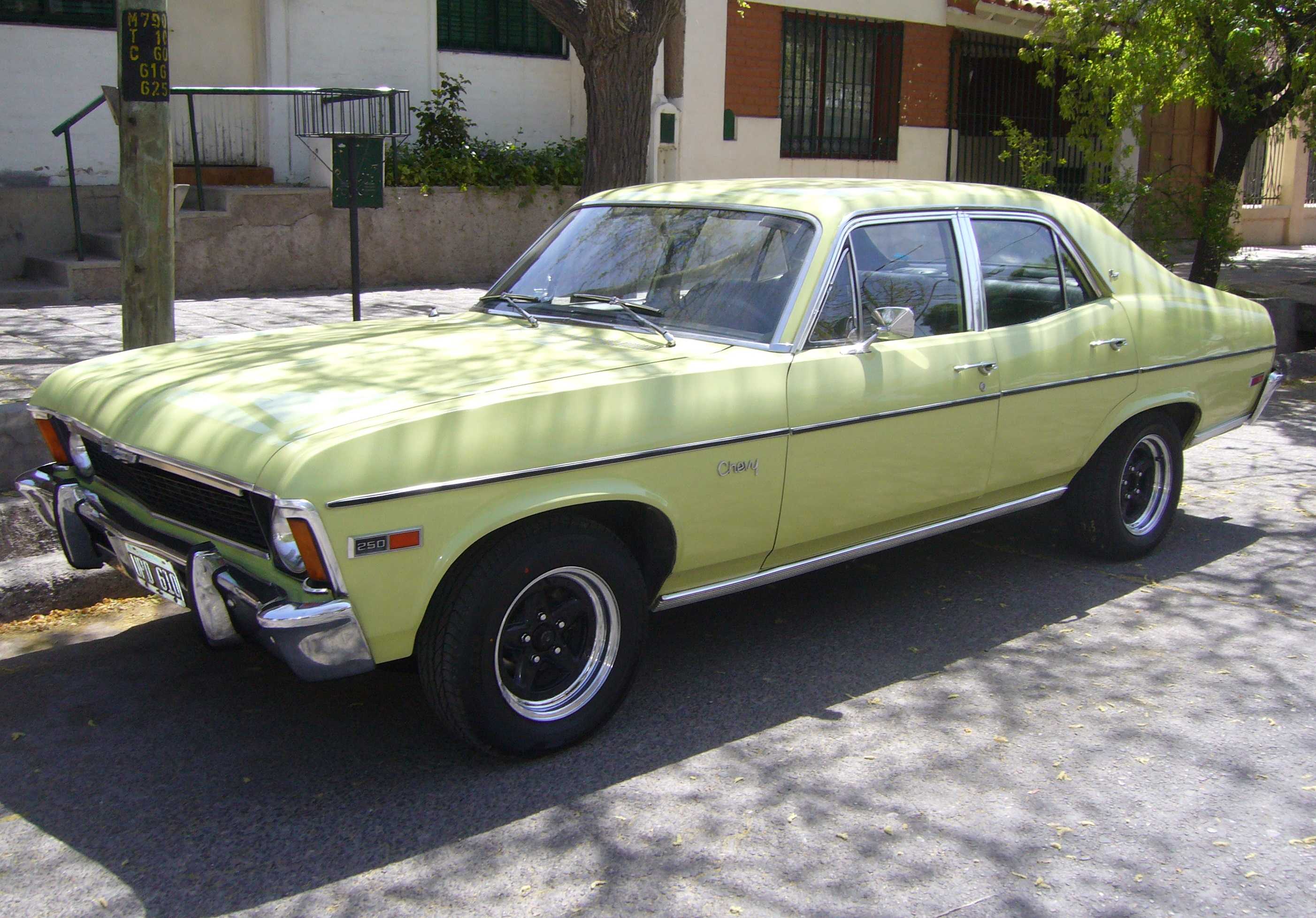
На смену Chevrolet 400 пришёл Chevy (на фото) на базе Nova

В 1969 году на базе Chevy II Nova был выпущен спортивный автомобиль Chevy, ставший самым известным в истории марки. Идея заключалась в том, чтобы предложить люксовый автомобиль со спортивными функциями с одной стороны (Chevy 400) и спортивный автомобиль с другой (Chevy). Не было учтено то, что продажи Chevy выросли за счёт его предшественника, Chevrolet 400, и между обеими моделями возникла конкуренция. В то время как Chevrolet 400 производился параллельно с Chevy, североамериканский аналог (Chevy II) был снят с производства после 1967 года.
В 1972 году в производство был запущен Chevy в комплектации «Rally Sport», который был дешевле, чем Chevrolet 400. Автомобили оснащались двигателями объёмом 194, 230 и 250 кубических дюймов, на каждый из которых устанавливались карбюраторы Holey R 2751. Коробка передач — четырёхступенчатая автоматическая. Версии «Rally Sport» поставлялись с различными оттенками цвета: белый, красный с чёрными боковыми полосами, светло-голубой с белыми боковыми полосами или оранжевый с чёрными боковыми полосами. На задней части размещён шильдик «RS». Передняя светотехника состоит из двух фар.
В 1974 году Chevrolet 400 был снят с производства. Всего было выпущено 93 000 единиц. На смену пришёл Chevy Malibu, выпущенный на базе серии Chevelle и основанный на четырёхдверном седане Chevrolet Nova, выпускавшемся в 1968—1972 годах. Тем не менее, в том же году двигатель объёмом 194 кубических дюймов начал устанавливаться на Opel K-180 — первый среднеразмерный автомобиль подразделения General Motors de Argentina.

## Двигатели
Автомобили Chevrolet 400 оснащались рядными шестицилиндровыми двигателями трёх различных размеров:
'Chevrolet 400 STD'
- Объём: 194 кубических дюйма (3185 см3), мощность 106 л. с.

'Chevrolet 400 Special'
- Объём: 194 кубических дюйма (3185 см3), мощность 106 л. с.
- Объём: 230 кубических дюймов (3769 см3), мощность 127 л. с.

'Chevrolet 400 Super'
- Объём: 230 кубических дюймов (3769 см3), мощность 127 л. с.

'Chevrolet 400 Super Sport'
- Объём: 250 кубических дюймов (4097 см3), мощность 155 л. с.

'Rally Sport Chevrolet 400'
- Объём: 194 кубических дюйма (3185 см3), мощность 106 л. с.
- Объём: 230 кубических дюймов (3769 см3), мощность 127 л. с.
- Объём: 250 кубических дюймов (4097 см3), мощность 155 л. с.

## Chevrolet Prototype
Chevrolet Prototype — масса транспортных средств, использовавшихся разными командами для участия в аргентинских автомобильных соревнованиях.